# Багатопокладове родовище

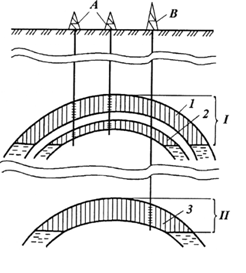
Розріз багатопластового нафтового родовища. 1,2,3 — пласти; І і ІІ — раціональні об'єкти розробки.

Багатопокладове родовище (рос. месторождение многопластовое; англ. multibedded deposit; нім. Lagerstätte f mit mehreren Horizonten, Mehrflözlagerstätte f) — родовище корисної копалини, яке містить у розрізі два поклади і більше.
Синонім: багатопластове родовище.